# Waage Sandø
Waage Sandø, född 8 maj 1943, är en dansk skådespelare.
Sandø studerade vid Privatteatrenes elevskola 1964–1966. Han har blivit känd för roller som IP i Mordkommissionen och som Kaj-Holger Nielsen i Krönikan.

## Filmografi i urval
- 1978 – Vinterbarn
- 1989 – Miraklet i Valby
- 1989 – Himmel och helvete
- 1993 – Svart höst
- 1994 – Min fynske barndom
- 1994 – Carlo & Ester
- 1995 – Kun en pige
- 1996 – Lek i mörker
- 1996 – En fri mand
- 2000–2004 – Mordkommissionen (TV-serie)
- 2000 – Anna
- 2004–2007 – Krönikan (TV-serie)
- 2014–2015 – Badhotellet (TV-serie)
- 2014 – 1864 (TV-serie)
- 2016 – Follow the Money (TV-serie)

## Utmärkelser
- Bodilpriset för bästa manliga biroll, för Kærlighedens smerte,  1993[2]
- Riddare av Dannebrogorden,  6 juni 2005[3]

[Redigera Wikidata]